# 暗黒街の人気モノ/マシンガン・ジョニー
『暗黒街の人気モノ/マシンガン・ジョニー』（あんこくがいのにんきモノ、Johnny Dangerously）は、1984年のアメリカ合衆国の犯罪コメディ映画。エイミー・ヘッカーリング監督、マイケル・キートン、ジョー・ピスコポ、マリル・ヘナー、モーリン・ステイプルトン、ピーター・ボイル出演。

## ストーリー
1935年、ペットショップのオーナーは、子犬を万引きした少年を捕まえる。そして、少年が犯罪者になることを思いとどまらせるため、オーナーは昔話を始める。
1910年、ニューヨーク市で新聞配達をしているジョニー・ケリーは、貧乏だが誠実な青年だった。ジョニーは身を守るため、ライバルのダニー・ヴァーミンを殴って倒す。そしてジョニーと弟のトミーは、母親の治療のために更なる稼ぎが必要だということを知る。殺人者だった父親が処刑されてから、マー・ケリーはジョニーと法律家の道を進むことになるトミーに支えられていた。
ジョニーとヴァーミンの格闘は、地元ギャングのボスであるジョッコ・ダンディに知られ、ジョニーはダンディから組織に誘われる。母親の治療費を稼ぐためジョニーは、法に反する仕事だと知りながら、他に治療費を稼ぐ手段はないとダンディの元で働くことを決め、名前をジョニー・デンジャラスリーとして仕事を始める。

## キャスト
| 役名                                      | 俳優                     | 日本語吹替                                                                                            |
| 役名                                      | 俳優                     | 日本テレビ版                                                                                          |
| ----------------------------------------- | ------------------------ | --- |
| ジョン・ケリー ジョニー・デンジャラスリー | マイケル・キートン       | 中尾隆聖                                                                                              |
| ダニー・ヴァーミン                        | ジョー・ピスコポ         | 江原正士                                                                                              |
| リル                                      | マリル・ヘナー           | 梨羽由記子                                                                                            |
| マー・ケリー                              | モーリン・ステイプルトン | 高橋和枝                                                                                              |
| ジョッコ・ダンディー                      | ピーター・ボイル         | 富田耕生                                                                                              |
| トミー・ケリー                            | グリフィン・ダン         | 難波圭一                                                                                              |
| サリー                                    | グリニス・オコナー       | 安永沙都子                                                                                            |
| 教皇                                      | ドム・デルイーズ         | 島香裕                                                                                                |
| ローマン・トロイ・モロニー                | リチャード・ディミトリ   | 玄田哲章                                                                                              |
| バー                                      | ダニー・デヴィート       | 緒方賢一                                                                                              |
| ベンダー                                  | レイ・ウォルストン       | 二又一成                                                                                              |
| アーサー                                  | ディック・バトカス       | 山口健                                                                                                |
| その他                                    |                          | 中原茂 滝雅也 龍田直樹 津田英三 西川幾雄 滝沢ロコ 亀井三郎 松本梨香 江森浩子 仲木隆司 松岡洋子 茶風林 |
|                                           |                          | |
| 演出                                      |                          | 山田悦司                                                                                              |
| 翻訳                                      |                          | 新村一成                                                                                              |
| 調整                                      |                          | 近藤勝之                                                                                              |
| 効果                                      |                          | 新音響                                                                                                |
| 担当                                      |                          | 小嶋尚志                                                                                              |
| プロデューサー補                          |                          | 古川典子                                                                                              |
| プロデューサー                            |                          | 垂水保貴                                                                                              |
| 解説                                      |                          | 水野晴郎                                                                                              |
| 制作                                      |                          | コスモプロモーション                                                                                  |
| 初回放送                                  |                          | 1991年1月29日 『水野晴郎の特選シネマ』                                                                |

## スタッフ
- 監督：エイミー・ヘッカーリング
- 脚本：ハリー・コロンビー、ジェフ・ハリス、バーニー・クコフ（英語版）、ノーマン・スタインバーグ
- 製作：マイケル・ハーツバーグ（英語版）
- 撮影監督：デヴィッド・M・ウォルシュ（英語版）
- プロダクションデザイナー：ジョセフ・R・ジェニングス
- 編集：ペンブローク・J・ヘリング（英語版）
- 衣裳デザイン：パトリシア・ノリス
- 音楽：ジョン・モリス